# Ilhas Yaeyama
As Ilhas Yaeyama ou, em português, Iaeiama (八重山諸島 Yaeyama-shotō, ou 八重山列島 Yaeyama-rettō, Yaeyama: Yaima Okinawano: Eema) são um arquipélago ou grupo de ilhas no sudeste da província de Okinawa, Japão, e cobrem uma área de 591,46 km². As ilhas localizam-se a sudeste das Ilhas Miyako, parte do arquipélago das Ilhas Ryukyu. As Ilhas Yaeyama são a parte mais remota do Japão das ilhas principais e contêm as ilhas habitadas mais ao sul (Hateruma) e mais ao oeste (Yonaguni). A cidade de Ishigaki serve como centro político, cultural e econômico das Ilhas Yaeyama.
As Ilhas Yaeyama abrigam várias espécies de plantas subtropicais e florestas de manguezal. As ilhas produzem cana-de-açúcar e abacaxis. Os recifes de corais ao redor da ilha são habitats ideais para golfinhos, tartarugas-marinhas e peixes maiores como as mantas e tubarões-baleia. Antes de serem exterminadas pelos humanos, as baleias e os dugongos eram comuns nas ilhas, sendo que Yaeyama já teve a maior população de dugongos nas Ilhas Ryukyu. Na Ilha de Aragusuku, há um  Utaki que consagra especialmente os dugongos caçados com suas caveiras, mas os não residentes não têm permissão para entrar a menos que eles recebam permissão especial dos habitantes. Fala-se que qualquer pessoa de fora sem permissão será retirada à força.

## Geografia

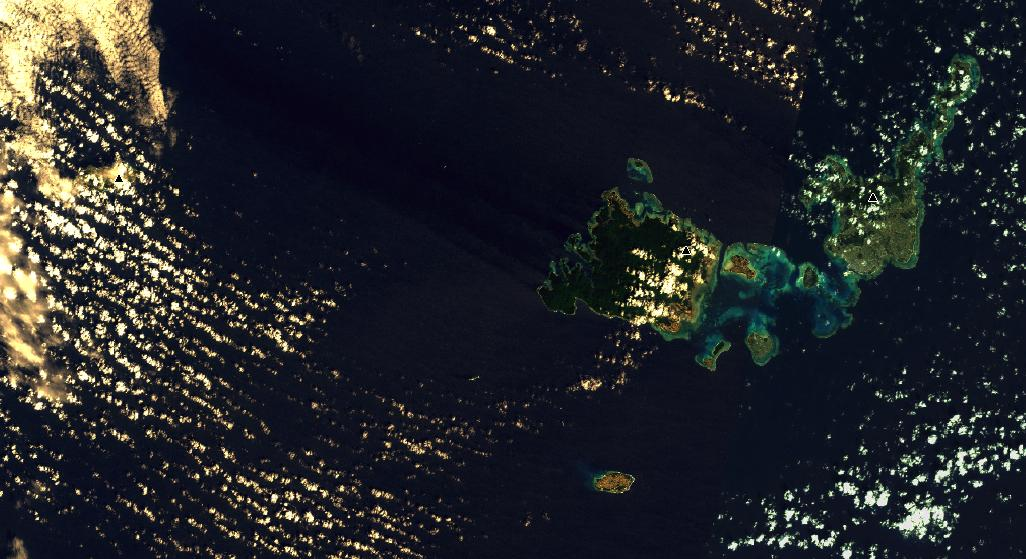
Ilhas Yaeyama em Okinawa, Japão

As ilhas formam a parte sul das Ilhas Ryukyu. A divisão administrativa do distrito de Yaeyama cobre todas as ilhas Yaeyama, exceto Ishigaki e as disputadas Ilhas Senkaku.

### Ilhas habitadas[2]
- Ilhas Yaeyama (Subprefeitura de Yaeyama)
  -  Cidade de Ishigaki
    - Ishigaki Island (Ishigaki-jima)

  -  Taketomi
    - IlhaAragusuku (Aragusuku-jima)
    - Ilha Hateruma (Hateruma-jima)
    - Ilha Iriomote (Iriomote-jima)
    - Kayama (Kayama-jima)
    - Ilha Kohama (Kohama-jima)
    - Ilha Kuroshima (Kuroshima)
    - Ilha Sotobanari (Sotobanari-jima) (officially uninhabited)
    - Ilha de Taketomi (Taketomi-jima)
    - Ilha Yubu (Yubu-jima)
    - Ilha Hatoma (Hatoma-jima)

  -  Vila de Yonaguni
    - Ilha Yonaguni (Yonaguni-jima)

## Cultura
A língua yonaguni é a língua indígena da ilha de Yonagumi, o local das misteriosas estruturas de Yonaguni submersas. A língua yaeyama é a língua indígena do resto das ilhas. O japonês é amplamente falado como uma segunda língua.
As ilhas Yaeyama abrigam a produção dos tradicionais tecidos okinawanos.

### Festival Mushaama
14 de julho: Festival de Mushaama. Na Ilha Hateruma, este festival da colheita é celebrado durante o Obon. Ele conta com uma parada do deus da fertilidade local Miruku e seus filhos (as crianças locais), danças de shishi ("leão") e outras danças.